# أسبو (خلخال)
أسبو هي قرية في مقاطعة خلخال، إيران. يقدر عدد سكانها بـ 269 نسمة بحسب إحصاء 2016.